# Poritia
Poritia là một chi bướm ngày thuộc họ Bướm xanh.

## Hình ảnh

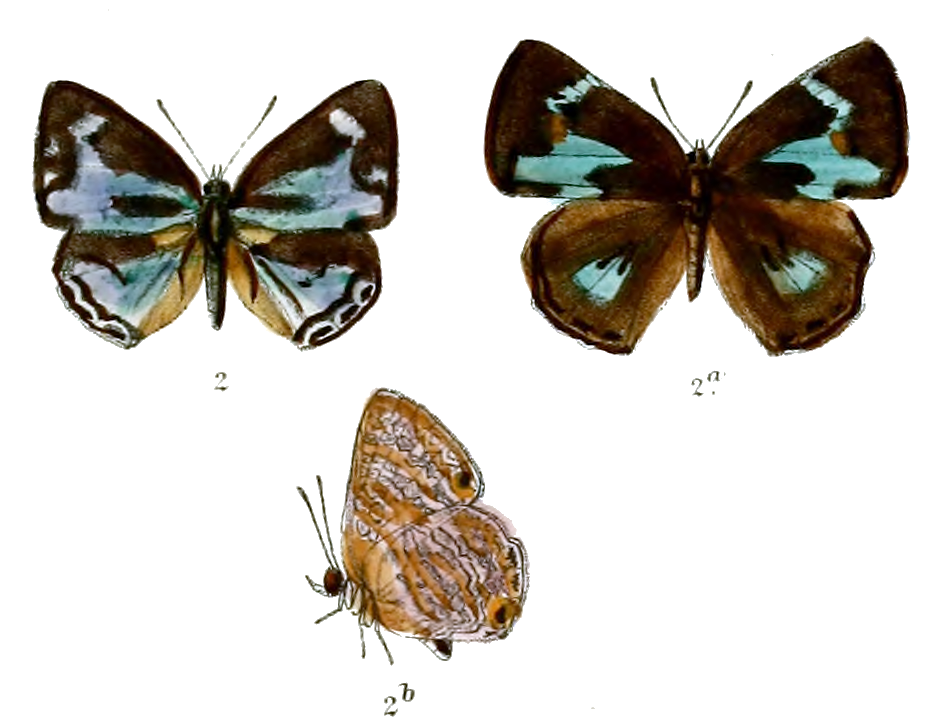
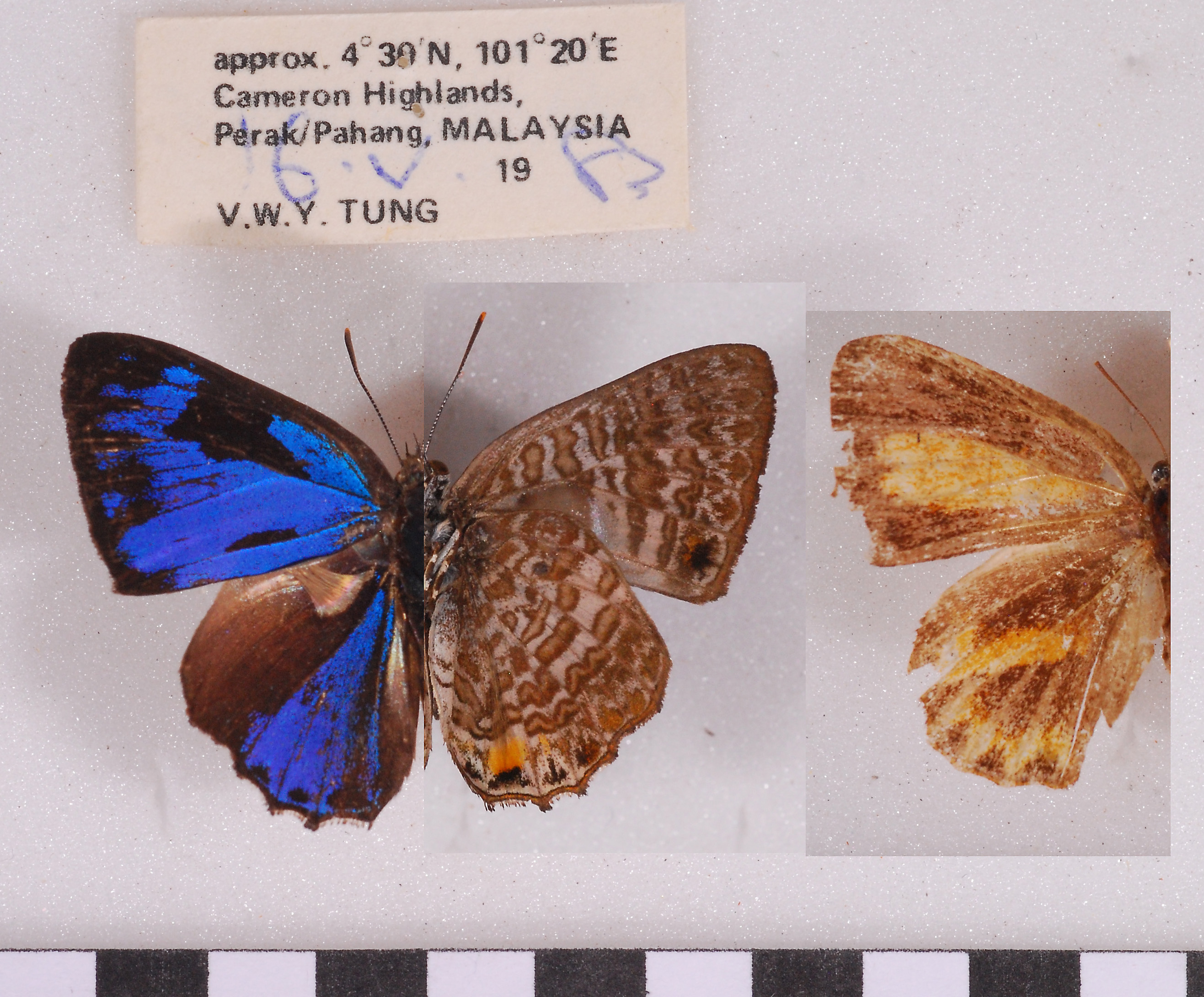